# CXCL10
CXCL10(C-X-C motif chemokine ligand 10) 또는 인터페론 감마 유도 단백질 10(IP-10)은 인간에서 CXCL10 유전자에 의해 인코딩되는 8.7kDa 단백질이다. C-X-C 모티프 케모카인 10은 CXC 케모카인 계열에 속하는 작은 사이토카인이다.

## 유전자
CXCL10 유전자는 여러 다른 CXC 케모카인 사이에 클러스터로 인간 염색체 4에 위치한다.

## 기능
CXCL10은 IFN-γ에 반응하여 여러 세포 유형에서 분비된다. 이러한 세포 유형에는 단핵구, 내피 세포 및 섬유아세포가 포함된다. CXCL10은 단핵구/대식세포, T 세포, NK 세포 및 수지상 세포에 대한 화학유인, 내피 세포에 대한 T 세포 부착 촉진, 항종양 활성, 골수 콜로니 형성 및 혈관신생 억제와 같은 여러 역할에 기인한다.
이 케모카인은 세포 표면 케모카인 수용체 CXCR3에 결합하여 그 효과를 유도한다.

## 구조
이 케모카인의 3차원 결정 구조는 3가지 다른 조건에서 최대 1.92Å의 분해능으로 결정되었다. CXCL10 구조에 대한 단백질 정보 은행 접근 코드는 1lv9, 1o7y 및 1o80이다.